# Michał Missan
Michał Piotr Missan (ur. 21 czerwca 1976 w Gdańsku) – polski samorządowiec, pracownik ochrony zdrowia i nauczyciel, w latach 2020–2024 wiceprezydent, a od 2024 prezydent Elbląga.

## Życiorys
Zdobył wykształcenie średnie policealne w zawodzie ratownika medycznego. Następnie uzyskał magisterium z zarządzania i marketingu na Akademii Morskiej w Gdyni. Ukończył studia podyplomowe z zarządzania w zakładach opieki zdrowotnej na Uniwersytecie Gdańskim. W 2021 uzyskał stopień doktora nauk społecznych w dyscyplinie nauki o zarządzaniu i jakości na Uniwersytecie Gdańskim na podstawie pracy pt. Koncepcja kultury organizacyjnej jednostek Państwowego Ratownictwa Medycznego w warunkach funkcjonowania systemu ochrony zdrowia w Polsce.
W latach 1997–2020 pracował w Wojewódzkim Szpitalu Zespolonym w Elblągu. W latach 2007–2020 pełnił funkcję koordynatora Działu Ratownictwa Medycznego w Elblągu. Od 2008 do 2015 był też nauczycielem przedmiotów zawodowych na kierunku ratownik medyczny w Szkole Policealnej im. Jadwigi Romanowskiej w Elblągu.
W 2011 wstąpił do Platformy Obywatelskiej. W 2013 w przedterminowych wyborach (po referendum, na skutek którego odwołani zostali prezydent Elbląga Grzegorz Nowaczyk i rada miejska) uzyskał po raz pierwszy mandat radnego Elbląga. W 2014 z powodzeniem ubiegał się o reelekcję. W wyborach samorządowych w 2018 bezskutecznie ubiegał się o urząd prezydenta Elbląga, zdobywając 8473 głosy (19,32%). Wszedł natomiast ponownie w skład rady miejskiej. Został po tych wyborach przewodniczącym klubu radnych Koalicji Obywatelskiej oraz wiceprzewodniczącym rady miejskiej. W 2020 prezydent Witold Wróblewski powołał go na stanowisko swojego zastępcy. W 2021 Michał Missan został nowym przewodniczącym lokalnych struktur Platformy Obywatelskiej w Elblągu, zastępując ustępującego z tej funkcji senatora Jerzego Wcisłę.
W styczniu 2024 ogłosił start w wyborach na prezydenta Elbląga w tym samym roku. Jego kandydaturę poparł nieubiegający się o reelekcję Witold Wróblewski. W marcu 2024 zrezygnował z funkcji wiceprezydenta miasta. W pierwszej turze wyborów dostał 17 146 głosów (44,36%), zajmując 1. miejsce spośród 5 kandydatów i przechodząc do drugiej tury razem z kandydatem PiS Andrzejem Śliwką. Uzyskał również ponownie mandat radnego, z którego zrezygnował. W drugiej turze wyborów otrzymał 20 461 głosów (57,92%), tym samym wygrywając ze swoim konkurentem. Urząd prezydenta miasta objął po złożeniu ślubowania 6 maja 2024. W maju 2024 został wybrany na przewodniczącego zarządu Stowarzyszenia Gmin RP Euroregion Bałtyk.

## Życie prywatne
Jest żonaty, ma dwóch synów.